# چوشی، چیبا
چوشی، چیبا از شهرهای استان چیبا ژاپن است که جمعیت آن در ۱ ژانویه ۲۰۰۸ در حدود ۷۲٬۳۴۸ نفر بوده‌است.